# Bahnstrecke Abuja–Kaduna
| Bahnhof Idu (Abuja) |                      |                                   |                                   |
| Streckenlänge: | 186,5 km             |                                   |                                   |
| Spurweite: | 1435 mm (Normalspur) |                                   |                                   |
| Zweigleisigkeit: | nein                 |                                   |                                   |
| |                      |                                   |                                   |
| \| \| \| Kaduna Rigasa \| \| \| \| Kaduna \| \| \| \| Kakau \| \| \| \| Bahnstrecke Lagos–Nguru (Kapspur) \| \| \| \| Dutsi \| \| \| \| Nabuhi \| \| \| \| Rijana \| \| \| \| Akilibu \| \| \| \| Autobahn 2 (Abuja–Kaduna) \| \| \| \| Kagarko \| \| \| \| Jere \| \| \| \| Kubwa \| \| \| \| Gwaska \| \| \| \| Stadtbahn Gbazango–Abuja \| \| \| \| Idu (Abuja) \| \| \| \| Bahnbetriebswerk \| |                      |                                   |                                   |
| Kopfbahnhof Streckenanfang |                      | Kaduna Rigasa                     | Kaduna Rigasa                     |
| Brücke über Wasserlauf |                      | Kaduna                            | Kaduna                            |
| Bahnhof |                      | Kakau                             | Kakau                             |
| Kreuzung geradeaus oben |                      | Bahnstrecke Lagos–Nguru (Kapspur) | Bahnstrecke Lagos–Nguru (Kapspur) |
| Dienststation / Betriebs- oder Güterbahnhof |                      | Dutsi                             | Dutsi                             |
| Brücke über Wasserlauf |                      | Nabuhi                            | Nabuhi                            |
| Bahnhof |                      | Rijana                            | Rijana                            |
| Dienststation / Betriebs- oder Güterbahnhof |                      | Akilibu                           | Akilibu                           |
| Strecke mit Straßenbrücke |                      | Autobahn 2 (Abuja–Kaduna)         | Autobahn 2 (Abuja–Kaduna)         |
| Brücke über Wasserlauf |                      | Kagarko                           | Kagarko                           |
| Bahnhof |                      | Jere                              | Jere                              |
| Bahnhof |                      | Kubwa                             | Kubwa                             |
| Brücke über Wasserlauf |                      | Gwaska                            | Gwaska                            |
| Kreuzung mit U-Bahn geradeaus oben |                      | Stadtbahn Gbazango–Abuja          | Stadtbahn Gbazango–Abuja          |
| Bahnhof |                      | Idu (Abuja)                       | Idu (Abuja)                       |
| Betriebsstelle Streckenende |                      | Bahnbetriebswerk                  | Bahnbetriebswerk                  |

Die Bahnstrecke Abuja–Kaduna ist eine normalspurige, eingleisige Bahnstrecke in Nigeria, die dessen Hauptstadt Abuja mit Kaduna verbindet.

## Bau
Der Vertrag zum Bau der Strecke Abuja–Kaduna wurde 2009 geschlossen, im Februar 2011 begann der Bau durch die chinesische Baugesellschaft China Civil Engineering Construction Corporation (CCECC). Die Gesamtkosten beliefen sich auf 870 Millionen US-Dollar. Die Einweihung fand durch Staatspräsident Muhammadu Buhari am 26. Juli 2016 statt. Kaduna liegt an der – allerdings kapspurigen – Bahnstrecke Lagos–Kano.

## Technische Parameter
Die Strecke ist 186,5 km lang. Der Bahnhof von Abuja liegt in Idu, 20 km westlich des Zentrums, ist aber mit zwei Linien der Stadtbahn („Light Rail“) angeschlossen. Für die Strecke gibt es eine E-Ticket-Plattform.

## Betrieb

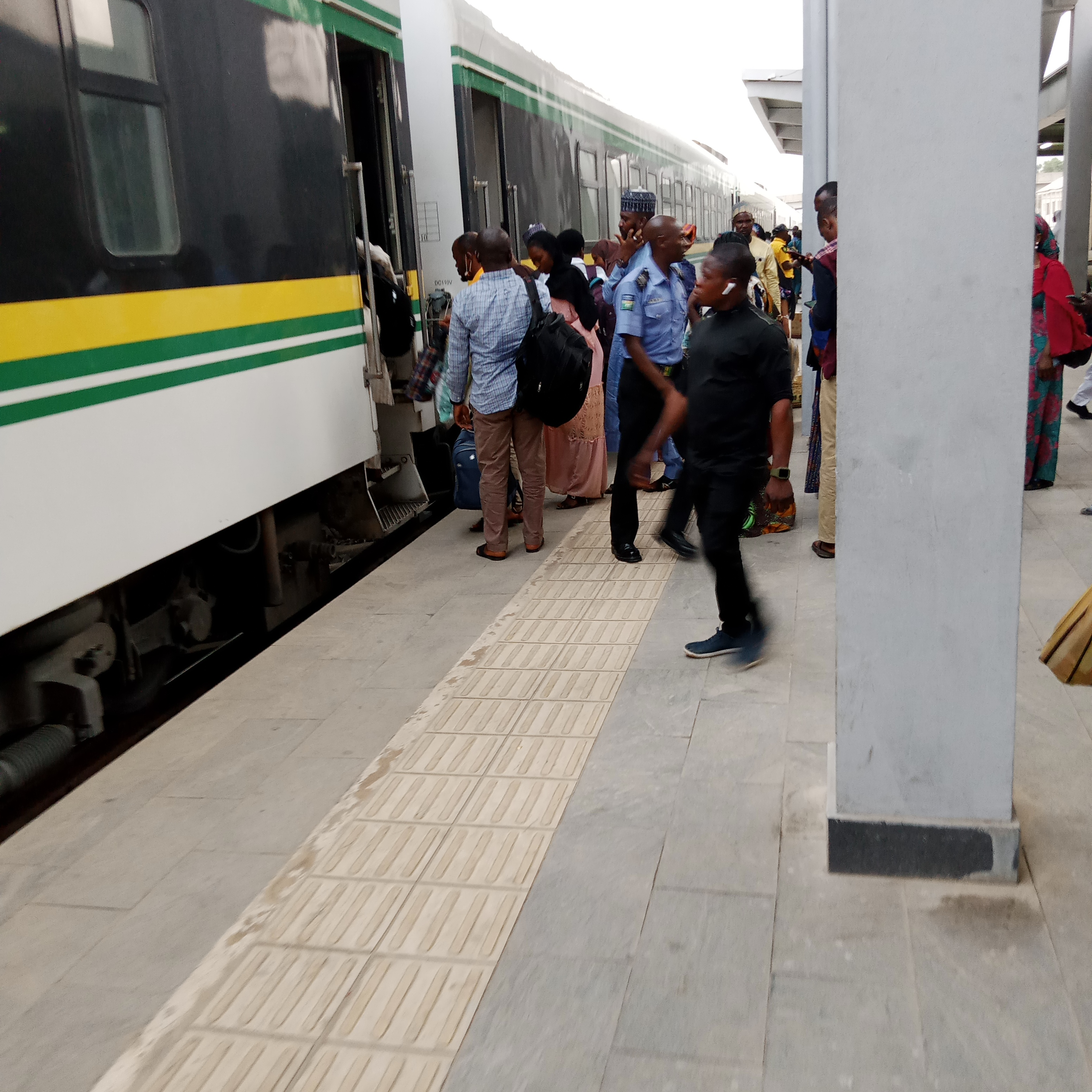
Zustieg im Bahnhof Idu (Abuja)

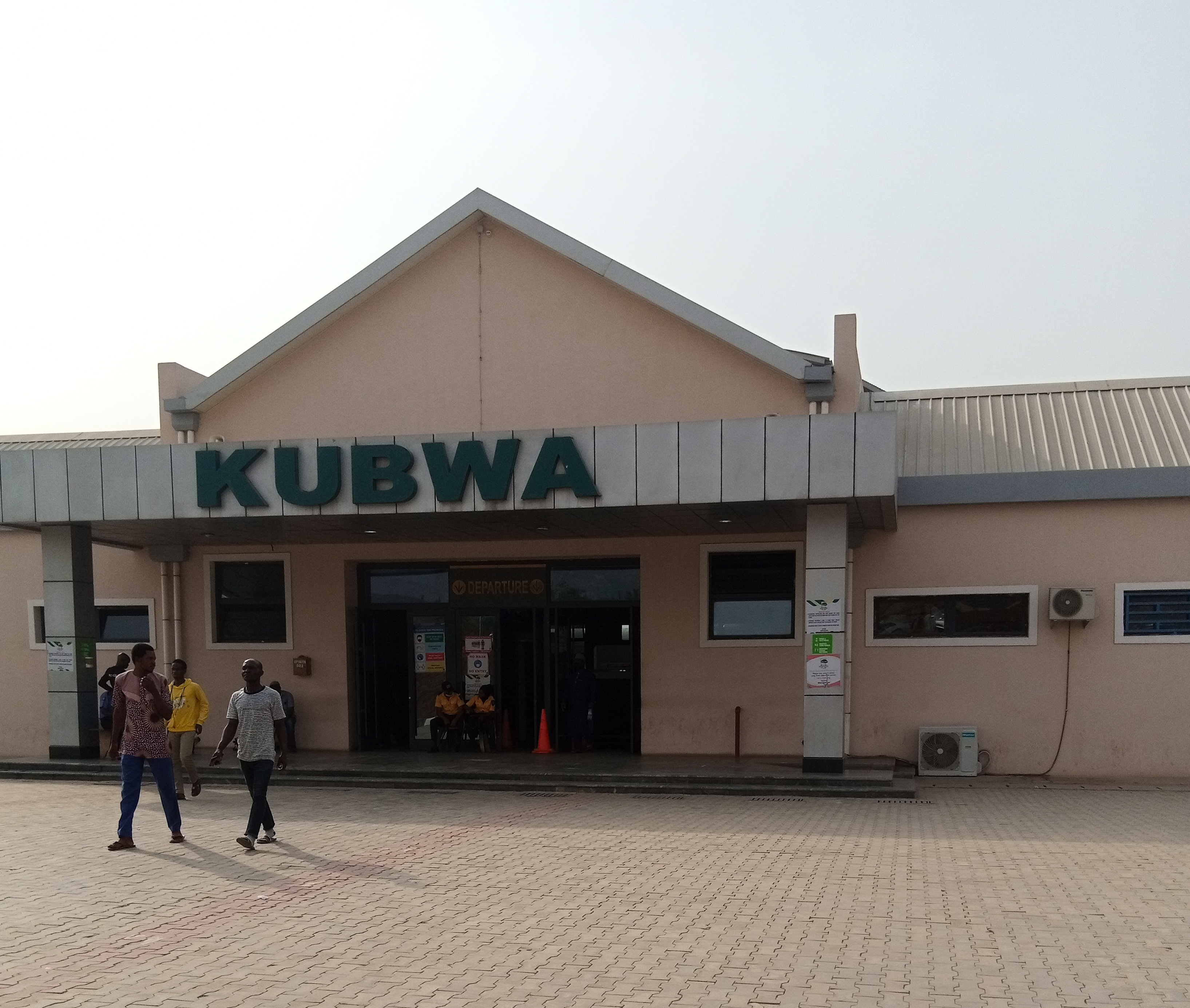
Bahnhof Kubwa

### 2016 bis 2022
Die Strecke wird von der nigerianischen Staatsbahn Nigerian Railway Corporation (NRC) betrieben. Schnellzüge verkehren mit einer Höchstgeschwindigkeit von 100 km/h und benötigen für die Strecke etwa zwei Stunden Fahrzeit. Ein Problem für den Betrieb stellen frei laufende Rinder dar. 2018 fuhr ein Zug südlich von Kaduna in eine Rinderherde, die sich auf den Gleisen befand, wobei 50 Tiere starben. Die Dorfbewohner griffen daraufhin den Zug an und die begleitenden Polizisten schossen in die Luft, um den Zug zu verteidigen.
2022 wurden täglich zwischen 3 und 5 Zugpaare angeboten und es war geplant, das Angebot auf sechs Zugpaare zu erweitern.
2021 betrugen die monatlichen Einnahmen auf der Strecke Abuja–Kaduna 265 Mio. Naira bei stetig steigender Nachfrage. Hier generierte die NRC 2019 mehr als 50 % ihrer Einnahmen. Das war gegenüber dem Vorjahr eine Steigerung von 62,50 %
Eine Reise über Straßenverbindung zwischen beiden Städten, den Expressway Abuja–Kaduna, dauert ebenfalls etwa zwei Stunden und ist wesentlich billiger als eine Bahnfahrt. Die Kosten betragen nur etwa 1/6 derjenigen einer Bahnfahrkarte. Der Expressway ist aber seit vielen Jahren ständiges Ziel von Straßenräubern und Kidnappern und gilt als gefährlichste Straße in Nigeria. Die Polizei ging von 20 dort tätigen Banden und im Schnitt 10 Entführungen pro Tag aus, weshalb die Bahnverbindung als sichere Alternative galt. Die Nachfrage nach Fahrkarten war zuletzt so groß, dass es zu Schlägereien um sie kam und die Züge überfüllt waren.
Am 20. Oktober 2021 kam es zu einem ersten Anschlag, bei dem niemand verletzt wurde, aber beachtlicher Sachschaden entstand. Die Verbindung Kaduna-Abuja war dadurch 6 Tage lang unterbrochen.

### Zwischenfall vom 28. März 2022
Am 28. März 2022 wurde der Zug AK9 bei Katari auf der Fahrt von Abuja nach Kaduna Ziel eines Anschlags. Offiziell nutzten ihn 362 Fahrgäste, tatsächlich war die Zahl der Reisenden aber höher. Dies war der zweite Überfall auf einen Zug nach Eröffnung der Strecke. Die bewaffneten Angreifer sprengten den Oberbau, so dass der Zug entgleiste. Bei der folgenden Schießerei zwischen den Angreifern und den Polizisten, die den Zug begleiteten, wurden sieben Fahrgäste getötet, mindestens 22 weitere verletzt und viele entführt. Die Zahl der Entführten wurde ganz unterschiedlich mit 62 bis 168 angegeben. Die Entführten wurden nach und nach gegen Lösegeldzahlung freigelassen. Die letzten 23 Geiseln kamen Anfang Oktober 2022 frei. Der Verkehr auf der Strecke wurde nach dem Vorfall eingestellt. Die Unterbrechung des Betriebs führte zu massiven Einnahmeverlusten bei der NRC.

### Anschließender Betrieb
Erst am 5. Dezember 2022 wurde der Betrieb wieder aufgenommen. Der Vorfall hat die Nachfrage sehr gedämpft, so dass nach der Wiederinbetriebnahme nur zwei Zugpaare täglich angeboten werden.
Die Bahnfahrt kostet 2023 zwischen 9000 Naira in der 1. Klasse und 3600 Naira in der 3. Klasse („Regular“).